# Degel HaTorah
Pour les articles homonymes, voir Dégel (homonymie).
Degel HaTorah (hébreu : דגל התורה, litt. Bannière de la Torah) est un parti politique ashkénaze haredi israélien. Il est l'allié de l'Agoudat Israel au sein du parti Judaïsme unifié de la Torah.

## Idéologie
Le Degel HaTorah représente les Mitnagdim (courant non-hassidique aussi connu comme l'aile « lituanienne » des haredim). Sur certains points, il diverge du parti Agoudat Israel qui est dominé par les Hassidim. Les deux partis rivalisèrent parfois l'un avec l'autre mais ils joignirent ensuite leurs forces sous le nom de Judaïsme unifié de la Torah.
Le rabbin Meir tzvi bergman, président du Moetzes Gedolei HaTorah (Conseil des Grands Sages de la Torah) en Israël, succède au rabbin Gershon Edlshtein comme leader spirituel du parti Degel HaTorah après la mort du rabbin Edlshtein en 2023.

## Histoire
Le Degel HaTorah fut fondé en 1988 par une scission de l'Agoudat Israel. Sa création par le rabbi Elazar Shach est due à des divergences politiques avec les rabbins hassidiques au sein de l'Agoudat Israel. Lors des élections législatives de 1988, le parti remporta deux sièges à la Knesset, occupés par Moshe Gafni et Avraham Ravitz, et rejoint le gouvernement de coalition d'Yitzhak Shamir. Lors des élections de 1992, le parti s'allia avec l'Agoudat Israel sous le nom de Judaïsme unifié de la Torah.
Bien que les deux partis se soient séparés peu avant les élections législatives de 1996, ils se réunirent à nouveau pour le scrutin. Cette alliance est constamment renouvelée depuis.
Le parti a actuellement trois représentants à la Knesset (sur les sept de l'alliance), Moshe Gafni, Uri Maklev et Ya'akov Asher.